# Auston Matthews
Auston Matthews, född 17 september 1997 i San Ramon, Kalifornien, är en amerikansk professionell ishockeyspelare som spelar för Toronto Maple Leafs i National Hockey League (NHL). Han har tidigare spelat för  ZSC Lions i Nationalliga A (NLA).
Matthews draftades av Toronto Maple Leafs i första rundan i 2016 års draft som förste spelare totalt.
Matthews blev den första spelaren genom tiderna att göra fyra mål i sin NHL-debut.

## Statistik

### Klubbkarriär
| 2013–2014   | Team USA               | USHL        | 20  | 10  | 10  | 20  | 4  | —  | —  | —  | —  | — |
|             | U.S. National U17 Team |             | 24  | 12  | 21  | 33  | 10 | —  | —  | —  | —  | — |
|             | U.S. National U18 Team |             | 20  | 12  | 5   | 17  | 8  | —  | —  | —  | —  | — |
| 2014–2015   | Team USA               | USHL        | 24  | 20  | 28  | 48  | 10 | —  | —  | —  | —  | — |
|             | U.S. National U18 Team |             | 60  | 55  | 62  | 117 | 30 | —  | —  | —  | —  | — |
| 2015–2016   | ZSC Lions              | NLA         | 36  | 24  | 22  | 46  | 6  | 4  | 0  | 3  | 3  | 2 |
| 2016–2017   | Toronto Maple Leafs    | NHL         | 82  | 40  | 29  | 69  | 14 | 6  | 4  | 1  | 5  | 0 |
| 2017–2018   | Toronto Maple Leafs    | NHL         | 62  | 34  | 29  | 63  | 12 | 7  | 1  | 1  | 2  | 0 |
| 2018–2019   | Toronto Maple Leafs    | NHL         | 68  | 37  | 36  | 73  | 12 | 7  | 5  | 1  | 6  | 2 |
| 2019–2020   | Toronto Maple Leafs    | NHL         | 70  | 47  | 33  | 80  | 8  | 5  | 2  | 4  | 6  | 0 |
| 2020–2021   | Toronto Maple Leafs    | NHL         | 52  | 41  | 25  | 66  | 10 | 7  | 1  | 4  | 5  | 0 |
| 2021–2022   | Toronto Maple Leafs    | NHL         | 73  | 60  | 46  | 106 | 18 | 7  | 4  | 5  | 9  | 0 |
| 2022–2023   | Toronto Maple Leafs    | NHL         | 74  | 40  | 45  | 85  | 20 | 11 | 5  | 6  | 11 | 7 |
| NHL totalt  | NHL totalt             | NHL totalt  | 481 | 299 | 243 | 542 | 94 | 50 | 22 | 22 | 44 | 9 |
| USHL totalt | USHL totalt            | USHL totalt | 44  | 30  | 38  | 68  | 14 | —  | —  | —  | —  | — |

### Internationellt
| År            | Lag             | Turnering     |               | Matcher | Mål | Assist | Poäng | Utv |
| ------------- | --------------- | ------------- | ------------- | ------- | --- | ------ | ----- | --- |
| 2014          | USA             | U18-VM        | 7             | 5       | 2   | 7      | 4     |     |
| 2015          | USA             | U18-VM        | 7             | 8       | 7   | 15     | 0     |     |
| 2015          | USA             | JVM           | 5             | 1       | 2   | 3      | 4     |     |
| 2016          | USA             | VM            | 10            | 6       | 3   | 9      | 2     |     |
| 2016          | Lag Nordamerika | World Cup     | 3             | 2       | 1   | 3      | 0     |     |
| Junior totalt | Junior totalt   | Junior totalt | Junior totalt | 26      | 21  | 15     | 36    | 10  |
| Senior totalt | Senior totalt   | Senior totalt | Senior totalt | 13      | 8   | 4      | 12    | 2   |